# Allidochlor
Allidochlor ist eine organisch-chemische Verbindung aus der Stoffgruppe der Carbonsäureamide (genauer Chloracetamide).

## Geschichte
Als erstes erfolgreiches Vorlauflauf-Herbizid wurde Allidochlor 1952 von Monsanto (heute Bayer AG) unter dem Handelsnamen Randox auf den Markt gebracht.

## Gewinnung und Darstellung
Die kommerzielle Synthese von Allidochlor erfolgt durch Reaktion von Chloressigsäurechlorid mit Diallylamin.
Die dabei entstehende Salzsäure wird durch Zugabe von Natronlauge neutralisiert.

## Toxikologie
Allidochlor ist stark hautreizend.

## Zulassung
Allidochlor ist in der Europäischen Union und in der Schweiz nicht als Pflanzenschutzwirkstoff zugelassen.